# Thiotrichales
Thiotrichales sind eine Ordnung der Proteobacteria. Es handelt sich um eine in der Zellform, Ökologie und den Stoffwechsel sehr vielfältige Gruppe von gramnegativen Bakterien. Ein wichtiges Merkmal vieler Arten ist die Fähigkeit anorganische Schwefelverbindungen durch Oxidation als Energiequelle für den Stoffwechsel zu nutzen, als Kohlenstoffquelle für den Aufbau der Zellsubstanz dient ihnen Kohlendioxid. Sie werden als chemolithotroph bezeichnet und werden zu der Gruppe der Schwefelbakterien gestellt. Mit Thiomargarita namibiensis enthält diese Ordnung das größte bekannte Bakterium.

## Merkmale
Es handelt sich um meist aerobe, auf Sauerstoff angewiesene Bakterien, einige tolerieren auch geringe Sauerstoffgehalte der Umgebung, sind also mikroaerob. Viele Arten bilden durch aneinander geheftete Einzelzellen Filamente mit fädenartigen Strukturen. Ein bekanntes Beispiel ist die zu den Thiotrichaceae gestellte Art Beggiatoa alba. Durch ein Verdrillen und Umwickeln der Filamente bildet das Bakterium ein Geflecht, es können Seeböden überziehende, weiße Teppiche entstehen. Andere Arten, beispielsweise von Thiotrix, bilden Rosetten. Auch kokkoide und stäbchenförmige Zellen kommen vor, z. B. bei verschiedenen Arten der Piscirickettsiaceae. Einige Arten sind durch Geißeln beweglich, andere können sich ohne Geißeln gleitend fortbewegen. Zu den extrem großen Bakterien dieser Ordnung zählen außer Thiomargarita namibiensis z. B. noch Beggiatoa und Thiothrix.

## Ökologie und Stoffwechsel
Viele Vertreter der Thiotrichales gewinnen Energie durch Oxidation anorganischer Schwefelverbindungen, wie z. B. Sulfid (S2−), elementaren Schwefel und Schwefelwasserstoff. Bei der Oxidation wird dann z. B. Sulfat gebildet. Man spricht auch von den schwefeloxidierenden Bakterien oder Sulfurikanten. Sie zählen zu den so genannten farblosen Schwefelbakterien. „Farblos“ bezieht sich auf die fehlenden Photopigmente, diese Bakterien sind nicht zur Photosynthese fähig. Das unterscheidet sie von den photoautotrophen Schwefelbakterien, zu denen z. B. die Schwefelpurpurbakterien, mit Arten wie Chromatium und Thiocapsa zählen. Bei den farblosen Schwefelbakterien spricht man auch in Bezug auf die Zellmorphologie von den fädigen Schwefelbakterien, solche Zellstrukturen findet man z. B. bei Thiothrix und Beggiatoa. Da Schwefelbakterien anorganische Verbindungen, wie Sulfid im Stoffwechsel als Elektronendonatoren nutzen, zählen sie zu der Gruppe der lithotrophen oder chemolithotrophen Bakterien (altgriechisch λίθος lithos, deutsch ‚Stein‘ und τροφή trophe, deutsch ‚Ernährung‘).
Einige Arten der schwefeloxidierenden Thiotrichales sind hierbei obligat chemolithoautotroph, d. h., sie können ausschließlich anorganische Stoffe für die Energiegewinnung und Aufbau der Zellsubstanz (Kohlendioxid) nutzen, organische Verbindungen können sie nicht verwerten. Mitglieder der Gattung Thiomicrospira zählen z. B. zu den obligat chemolithotrophen Bakterien. Thiomicrospira crunogena (seit 2017 als Hydrogenovibrio crunogenus geführt) und Thiomicrospira thermophila (seit 2017 Hydrogenovibrio thermophila) wurden aus einer hydrothermalen Quelle isoliert. Auch einige Stämme von Beggiatoa sind obligat chemolithoautotroph. Andere Arten sind fakultativ chemolithoautotroph, sie können außer den anorganischen Stoffen (Kohlendioxid) auch organische Stoffe als Kohlenstoffquelle nutzen. Andere Stämme von Beggiatoa sind auf organische Quellen für den Kohlenstoff zwingend angewiesen, sie sind nicht in der Lage anorganische Quellen für den Kohlenstoff zu nutzen.
Durch Analyse des Stoffwechsels von Beggiatoa alba gelang Sergei Nikolajewitsch Winogradski der Nachweis, dass einige Bakterien in der Lage sind Schwefelwasserstoff zu Sulfat zu oxidieren. Diese Beobachtung führte zu der Entwicklung des Konzeptes der Chemolithotrophie: Bestimmte Organismen sind in der Lage ohne Photosynthese ausschließlich anorganische Stoffe zum Aufbau der Zellsubstanz und Energieentwicklung zu nutzen.
Die schwefeloxidierenden Bakterienarten der Thiotrichales spielen eine wichtige Rolle im Schwefelkreislauf der Erde. Die Mehrzahl der schwefeloxidierenden Thiotrichales ist an aquatischen Standorten mit neutralen pH-Werten gebunden. Dies unterscheidet sie von einer anderen ökologisch bedeutsamen Gruppe farbloser Schwefelbakterien, die Schwefelsäure (H2SO4) produzieren und somit an Umgebungen mit niedrigen pH-Werten angepasst sind. Zu diesen acidophilen Mikroorganismen zählen z. B. Arten von Thiobacillus und Acidithiobacillus. Auch einige Archaeen, wie Sulfolobus, sind acidophile Schwefeloxidierer. Die schwefeloxidierenden Thiotrichales besiedeln aquatische Habitate die reich an Schwefelwasserstoff oder Thiosulfat sind, wie Schlammschichten in Seen und Teichen, Abwasser, Schwefelquellen oder auch Meeresböden.
Mit Arten der Gattung Methylophaga (Familie Piscirickettsiaceae) sind auch methylotrophe Bakterien in der Ordnung Thiotrichales vertreten. Methylotrophe Bakterien nutzen so genannte C1-Verbindungen für den Energiegewinn und als Kohlenstoffquelle für die Zellsubstanz. Bei C1-Verbindungen  handelt es sich um Moleküle, die keine direkte Kohlenstoff-Kohlenstoff-Bindungen enthalten, wie z. B. Methanol, Methylamin und Dimethylamin. Auch einige pathogene Arten sind in der Ordnung vorhanden. Francisella tularensis ist der Auslöser der Tularämie. Diese bei Nagetieren auftretende Erkrankung ist auch auf dem Menschen übertragbar. Piscirickettsia salmonis ist für verschiedene Fischarten, wie den Atlantischen Lachs (Salmo salar) und den Silberlachs (Oncorhynchus kisutch) pathogen.

## Systematik
Die Familien und einige Gattungen
- Fastidiosibacteraceae Xiao et al. 2018[4][5]
  - Fangia Lau et al. 2007
  - Fastidiosibacter Xiao et al. 2018
- Francisellaceae Sjöstedt 2005
  - Allofrancisella Qu et al. 2016
  - Cysteiniphilum Liu et al. 2017
  - Francisella Dorofe'ev 1947
- Piscirickettsiaceae Fryer and Lannan 2005
  - Cycloclasticus Dyksterhouse et al. 1995
  - Galenea Giovannelli et al. 2012
  - Hydrogenovibrio Nishihara et al. 1991
  - Methylophaga Janvier et al. 1985
  - Piscirickettsia Fryer et al. 1992
  - Sulfurivirga Takai et al. 2006
  - Thioalkalimicrobium Sorokin et al. 2001
  - Thiomicrospira Kuenen and Veldkamp 1972
  - Thiomicrorhabdus Boden et al. 2017

- Thiotrichaceae Garrity et al. 2005
  - Achromatium Schewiakoff 1893
  - Beggiatoa Trevisan 1842 (✭)
  - Cocleimonas Tanaka et al. 2011
  - Leucothrix Oersted 1844
  - Thiobacterium (ex Janke 1924) La Riviere and Kuenen 1989
  - Ca. Thiolava Danovaro et al. 2017
  - Thiomargarita Schulz et al. 1999 (+)
  - Thioploca Lauterborn 1907 (+)
  - Thiospira Visloukh 1914
  - Thiothrix Winogradsky 1888

Anmerkungen (Stand 5. Mai 2022):
(✭) – die Gattung Beggiatoa wird in der LPSN und der Genome Taxonomy Database (GTDB) in eine eigene Familie Beggiatoaceae gestellt. Diese wird in der GTDB sogar in einer eigenen Gammaproteobakterien-Ordnung Beggiatoales verortet, sonst aber hier bei den Thiotrichales (siehe Thiotrichaceae).
(+) – die Gattungen Thiomargarita und Thioploca werden in der GTDB ebenfalls in die Familie Beggiatoaceae gestellt; nicht aber in LPSN (siehe Thiotrichaceae).
- Die Spezies T. flexile und T. disciformis, bislang in der Gattung Thiothrix, werden inzwischen in eigene Gattungen Thiofilum respektive Thiolinea gestellt (LPSN, NCBI Taxonomy Browser, GTDB). Diese werden in der LPSN- und NCBI-Taxonomie sogar jeweils eigenen Thiotrichales-Familien Thiofilaceae bzw. Thiolinaceae zugeordnet (siehe Thiotrichaceae).
- Die Gattung Caedibacter wurde inzwischen der Familie Caedimonadaceae der Alphaproteobakterien-Ordnung Holosporales zugeordnet.